# Bancs de Flandre
Les bancs de Flandre correspondent à neuf bancs de sable qui s'étendent au large de Dunkerque, caractéristiques de la zone méridionale de la mer du Nord.

## Géographie
À quelques encablures de Dunkerque s'étendent les bancs de Flandre immergés en général à moins de cinq mètres de profondeur et séparés par des sillons profonds de dix à vingt mètres. Ces bancs de sable, appelés également ensemble sédimentaires sableux sublittoraux, sont orientés de l'est-nord-est vers l'ouest-sud-ouest et disposés parallèlement au rivage de la mer du Nord, ils ferment la rade de Dunkerque, obligeant les navires à suivre des passes balisées pour entrer ou sortir du complexe portuaire: la passe de l'Ouest et la passe de Zuydcoote. C'est au nord de cette dernière que l'on peut apercevoir les bancs émergés à marée basse.
Ces bancs ont été édifiés sur le socle continental (d'une profondeur très modeste à cet endroit) grâce aux courants de marée. Leur formation est liée au gain de flot, c'est-à-dire que la masse des matériaux apportée par le flot est supérieure à celle qu'enlève le jusant. Ces bancs peuvent prendre l'aspect de véritables dunes sous-marines formées de l'accumulation de sables coquilliers, appelées dunes hydrauliques, s'élevant à une vingtaine de mètres au-dessus des fonds marins.

## Environnement
Les bancs de Flandre sont intégrés dans le périmètre du site Natura 2000 Bancs de Flandres qui couvre une vaste superficie de 1 132 km2 exclusivement marine au nord des côtes françaises de la mer du Nord. Si le site est relativement pauvre en termes de diversité biologique, les bancs de sable abritent des espèces caractéristiques de ce type de formation comme l'oursin de sable. Le site se justifie surtout par la présence remarquable de mammifères marins avec une population sédentaire de phoques veau-marin et épisodique de phoques gris et de marsouins.